# Maljurevac
Maljurevac (cyr. Маљуревац) – wieś w Serbii, w okręgu braniczewskim, w mieście Požarevac. W 2011 roku liczyła 467 mieszkańców.